# Bert Lown

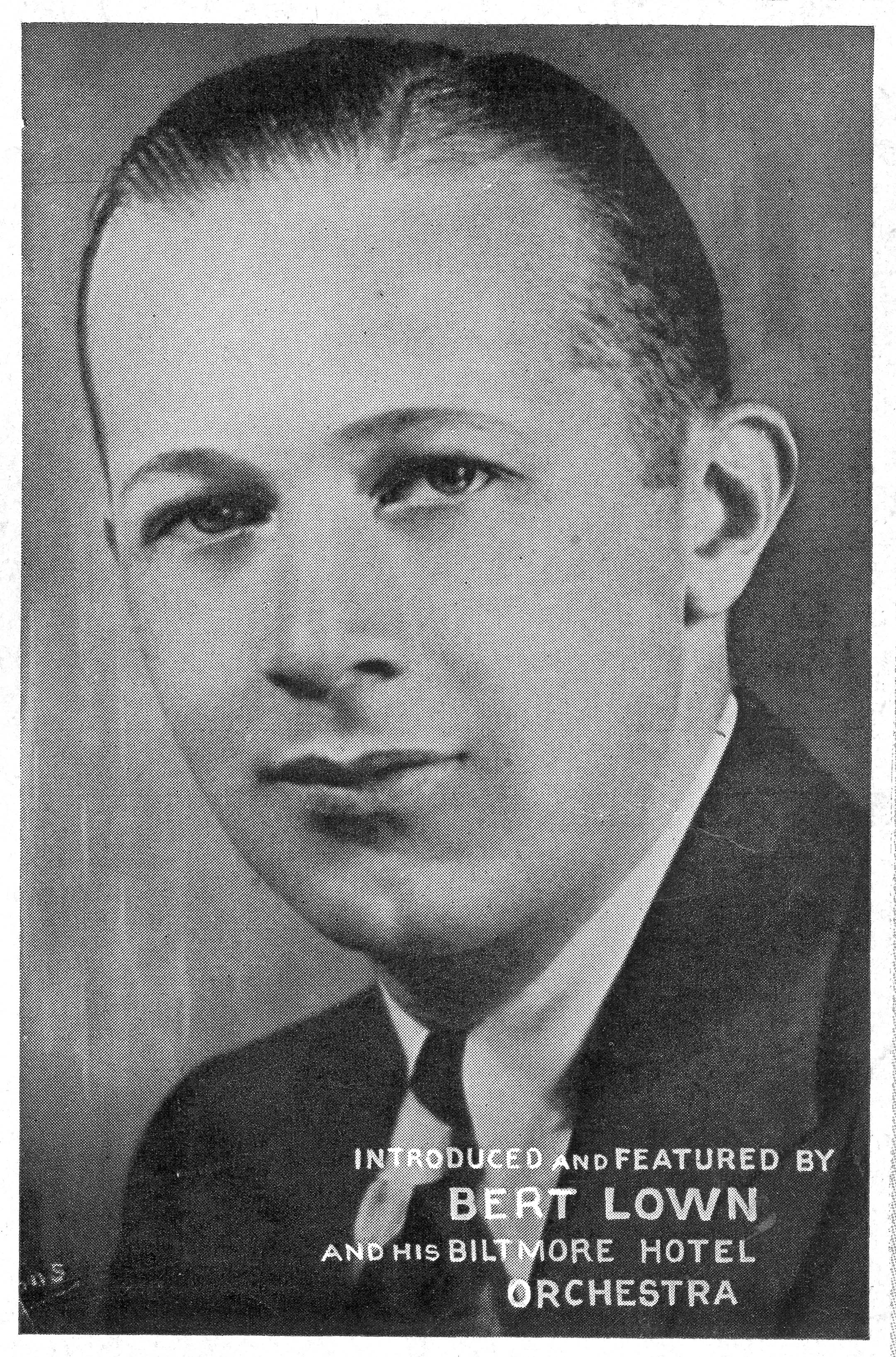
Bert Lown

Bert Lown (* 6. Juni 1903 in White Plains (New York); † 2. November 1962 in Portland (Oregon)) war ein US-amerikanischer Jazz-Violinist, Komponist und Bigband-Leader. 
Bert Lown begann seine Karriere als Musiker in der Band von Fred Hamm. Anfang der 1920er Jahre hatte er eine Theater-Agentur, in der er dann auch Tanzbands für Veranstaltungen vermittelte; 1928 gründete er seine eigene Band. Lown leitete dann in den 1930er Jahren erfolgreich verschiedene Jazz-beeinflusste Tanzbands; 1929 entstanden die ersten Plattenaufnahmen für Columbias Billiglabel Diva, Harmony und Velvet Tone. 
Die größte Popularität brachte sein Engagement  im New Yorker Biltmore Hotel, das vom Dezember 1929 bis Juni 1932 dauerte; in dieser Zeit entstand auch eine Reihe von Schallplatten für Victor Records. Um 1925 komponierte er (mit Fred Hamm, Dave Bennett und Chauncey Gray) den Jazz-Standard „Bye Bye Blues“, der 1930 erschien, die Erkennungsmelodie seines Orchesters wurde und 1952 durch Les Paul und Mary Ford populär wurde. Lown schrieb auch noch weitere Songs, wie  „You're The One I Care For“ und „Tired“. In seinen Bands spielten u. a. Miff Mole, Stan King, Spencer Clark und Adrian Rollini; 1933 entstanden letzte Aufnahmen für das neue Bluebird Label, ferner für Electradisk und Sunrise. Mitte der 1930er Jahre löste er sein Orchester auf und arbeitete als Künstleragent und Manager sowie bei der Muzak Corporation. Schließlich verließ er das Musikgeschäft und hatte später leitende Positionen in Fernseh-Produktionsfirmen inne. Er starb 1962 an den Folgen eines Herzinfarktes in Portland (Oregon).

## Diskographische Hinweise
- Bert Lown's Hotel Bilmore Orchestra (The Old Masters)